# Islam in Nigeria

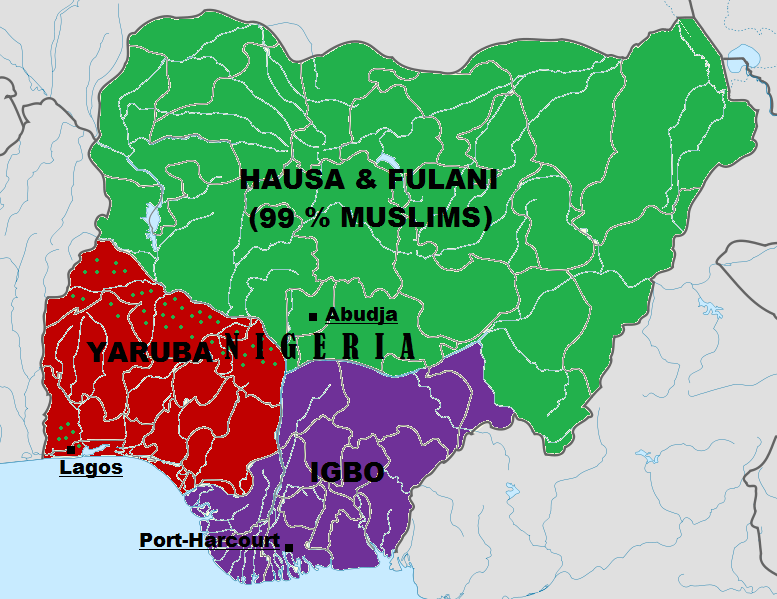
Kaart met de etnische en religieuze bevolking van Nigeria.

De islam in Nigeria is één van de twee grootste religies van het land. Ongeveer 85.000.000 Nigerianen zijn moslim. Dat is ongeveer de helft van de bevolking van Nigeria. De moslims bevinden zich vooral in het noorden van het land. De meeste regio's in het noorden worden (gedeeltelijk) geregeerd door de islamitische wetgeving. De overige gebieden hebben een seculiere wetgeving.
De moslims in Nigeria zijn voornamelijk soennieten die de Malikitische rechtsschool volgen.
Er is echter een belangrijke sjiitische minderheid, voornamelijk in de staat Sokoto in het noordwesten van het land. 
Een kleiner aantal mensen volgt de Ahmadiyya-beweging, een heterodoxe stroming die in de 19e eeuw in India begon. 

## Geschiedenis
Kooplieden uit Noord-Afrika en het Senegalese bekken introduceerden de islam in wat nu Nigeria is in de 11e eeuw, en het was de eerste monotheïstische Abrahamitische religie die in Nigeria arriveerde. De noordelijke helft van Nigeria viel historisch gezien onder het bewind van verschillende islamitische staten en rijken, zoals het Kanem-Bornu-rijk, het Koninkrijk Mali, het Songhairijk en de Hausa-koninkrijken. Het Kalifaat Sokoto, gesticht door de Fulani-islamitische geleerde Usman dan Fodio, domineerde Noord-Nigeria gedurende de 19e eeuw tijdens de Fula jihads, totdat het in 1903 werd geannexeerd door het Britse Rijk. Portugese missionarissen introduceerden het christendom in de zuidelijke helft van Nigeria in de 15e eeuw en het groeide uit tot een dominante religie in Nigeria, naast de islam, tijdens de Britse koloniale overheersing die begon in de late 19e eeuw.